# インジェ・スピーディウム
インジェ・スピーディウム（麟蹄スピーディウム、英語: Inje Speedium）は、韓国江原特別自治道麟蹄郡にあるサーキットである。2013年5月にオープンした。

## 概要
全長3,908m（公称）のレーシングコースがメインのサーキット（当初公式サイトでは4,207mと記載されていたが、後述するスーパー耐久のレースの際に主催者が実測したところ誤りであることが判明している）。コースは北コース（公称・全長2,577m）、南コース（公称・全長1,375m）に分割して使用することもできる。観客席はグランドスタンドだけで約2万席、全体では約7万席となる予定。ソウルからは車で2時間ほど。
韓国当局からの建設許可は「観光団地」として取得しており、サーキット以外にホテル（134室）・コンドミニアム（118室）や商業施設が併設される。このためホテル・コンドミニアム等を含めた敷地全体の総称として「インジェ・オートテーマパーク（Inje Auto Theme Park）」という名称が使われる。なおオープン前はインジェ・オートピア（Inje Autopia）という名称が使われていたが、正式オープン直前になり現在の名称に変更された経緯がある。
2013年のスーパー耐久がこけら落としイベントとなった。その他アジアン・ル・マン・シリーズ（AsLMS）やSUPERRACE CHAMPIONSHIP、コリアスーパーバイク選手権などが開催されている。スーパーフォーミュラの開催も計画され、2013年3月に同シリーズを主催する日本レースプロモーション（JRP）との間で3年間の開催契約を締結したことが明らかにされたが、サーキットが国際自動車連盟（FIA）の公認を得ていないことなどを理由に、同年7月に開催中止が決定した。2025年シーズンにも再びスーパーフォーミュラの開催計画が持ち上がったが、JRPと韓国のプロモーターとの交渉が不調に終わり開催は断念された。
なお2013年8月現在、サーキットの経営を巡って出資者同士の間で争いが生じており、一時はサーキットがロックアウトされたほか、前述のAsLMSも暫定組織での開催を余儀なくされるなど、レース開催が不透明な状態となっていた。2018年現在は韓国の泰栄（テヨン）グループ傘下のホテル・リゾート運営企業であるブルーワンが運営を担当している。
同サーキット独自のジュニア・フォーミュラとして、日本のスーパーFJ相当のシャシーに現代自動車の1,600ccエンジンを搭載したフォーミュラカーによるレースを実施する計画もあった。2007年限りで開催を終了したフォーミュラ・コリア以来、久々に韓国独自のフォーミュラカーレースが復活すると期待されたが、2015年現在実現には至っていない。
2018年の平昌オリンピックの際には、朝鮮民主主義人民共和国（北朝鮮）からの女性応援団の宿舎として当施設のホテル・コンドミニアムが使用され話題となった。